# Berandang
Berandang is een bestuurslaag in het regentschap Aceh Tenggara van de provincie Atjeh, Indonesië. Berandang telt 667 inwoners (volkstelling 2010).